# Acque profonde (film 1958)
Acque profonde (The Deep Six) è un film del 1958 diretto da Rudolph Maté, con Alan Ladd nel ruolo di Alex Austen, Dianne Foster nel ruolo di Susan Cahill, William Bendix nel ruolo di Frenchy Shapiro, James Whitmore nel ruolo dell'ufficiale Meredith e Keenan Wynn nel ruolo del Comandante Edge.

## Trama
L'ufficiale di marina Alec Austin, le cui convinzioni religiose e pacifiste mal si coniugano con la guerra, rifiuta di sparare contro un aereo non identificato durante la seconda guerra mondiale, scatenando tensioni ed evitando l'abbattimento di un velivolo - che si scoprirà in seguito essere alleato - per fuoco amico.
Le tensioni all'interno dell'incrociatore lo portano ad intraprendere una missione pericolosa su un'isola sotto controllo Giappone per recuperare un gruppo di soldati americani prigionieri. Il manipolo di soldati rispecchia il melting pot dell'esercito e della società statunitense, tra le convinzioni di Alec Austin, quacchero, Frenchy Shapiro, di religione ebraica e il Comandante Edge, protestante W.A.S.P..

## Produzione
Prodotto negli Stati Uniti, con il placet dell'esercito U.S. Navy, dalla società Jaguar Production.